# Domicilio privado
Domicilio privado (Private) es una película  de Italia, dirigida por Saverio Costanzo  en 2004, y protagonizada por Lior Miller, Mohammad Bakri, Tomer Russo, Areen Omari
Domicilio privado cuenta la historia real del director de un colegio de secundaria que vivía en una casa ocupada por las tropas israelíes. Es la ópera prima del realizador italiano Saverio Costanzo, que quería mostrar la parte privada del conflicto.

## Sinopsis
Mohamed Bakri es profesor de literatura inglesa y director en el instituto más progresista de Palestina. Vive junto a su esposa Samia y sus cinco hijos (Mariam de 17 años, Yusef de 14, Jamal de 13, Karem de 6 y Nada de 8) en una casa aislada a medio camino entre el pueblo palestino en el que trabaja y un asentamiento judío. La particular ubicación del hogar familiar lo convierte en objetivo estratégico del ejército israelí, que decide confiscarla. Mohamed, defensor de la no violencia, se niega a abandonar su casa, pese a estar invadida por los israelíes, convencido de que es posible convivir con los soldados. El ejército divide la casa en tres zonas. El salón de la vivienda (zona A) en el que permanece encerrada la familia durante la noche; la planta baja (zona B) en la que pueden estar durante el día; y el segundo piso (zona C), lugar reservado para el uso exclusivo de los ocupantes y al que los Bakri no pueden acceder. La tensión y el miedo que reinan en la casa les pasa factura y se rompe la unidad familiar, provocando que cada miembro reaccione a su manera ante la presencia de los soldados y la decisión tomada por el cabeza de familia.